# Vrednost u upotrebi
Vrednost u upotrebi je neto trenutna vrednost (NTV) priliva novca ili drugih beneficija koje imovina generiše određenom vlasniku, pri određenoj upotrebi.
U SAD-u, procenjuje se da je vrednost u upotrebi niža nego najveća i najbolja vrednost, te je ona, stoga, u suštini niža nego tržišna vrednost.
U slučajevima kada vlasnik ima određene beneficije, poput izuzetnog finansiranja, aglomeracione benefite ili nepromenljivo zoniranje, vrednost može biti iznad tržišne vrednosti i u tom slučaju se smatra investicionom vrednošću.

## Međunarodni standardi o proceni
Trenutno izdanje međunarodnih standarda o proceni (IVS 2007) podržava definiciju međunarodnih računovodstvenih standarda (MRS), koja dozvoljava vrednosti ispod ili iznad tržišne vrednosti:
Vrednost u upotrebi Trenutna vrednost budućih priliva novca koji se očekuju od imovine ili jedinice generisanja novca.
Prema definiciji iz IVS2, inveticiona vrednost je procena, ekvivalentna računovodstvenom konceptu vrednosti u upotrebi. Dok MRS definišu računovodstvene koncepte fer vrednosti i vrednosti u upotrebi u operacionom smislu, IVS definišu tržišnu vrednost i investicionu vrednost preko generalizovanih definicija.